# Sicyonella inermis
Sicyonella inermis är en kräftdjursart som först beskrevs av Paulson 1875.  Sicyonella inermis ingår i släktet Sicyonella och familjen Sergestidae. Inga underarter finns listade i Catalogue of Life.